# 자살학

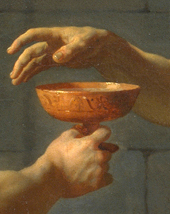

자살학(自殺學)은 자살예방을 위해서, 자살과, 자살을 "종교적인 행위"로 간주하는 문화들을 과학적으로 연구하는 학문이다. 자살학에 관련된 많은 다른 분야가 있다. 그 중 가장 중요한 두 분야는 심리학과 사회학이다. 매년 약 100만명이 자살로 죽는데, 그것은 10만명당 16명의 비율로 사망하는 것 혹은 매 40초마다 한 명이 죽는 것이다. 자살은 적절한 조치와 자살에 대한 지식, 그리고 자살에 대한 사회의 견해를 바꾸어서 자살에 대해 이야기하는 것이 더 용인되도록 만드는 것을 통해서 크게 방지될 수 있다.

## 같이 보기
- 자살예방
- 자살
- 주요 우울 장애
- 안락사
- 심리학
- 정신의학
- 생리학
- 사회학
- 신경학
- 자살의 철학
- 자살 목록
- 자살학자